# Eurytoma undata
Eurytoma undata är en stekelart som beskrevs av Bugbee 1941. Eurytoma undata ingår i släktet Eurytoma och familjen kragglanssteklar. Inga underarter finns listade i Catalogue of Life.